# Chiesa di San Giorgio di Oleastreto
La chiesa di San Giorgio di Oleastreto è una chiesa campestre situata nel territorio di Usini, (provincia di Sassari), da cui dista circa 8 chilometri. Fa parte della diocesi di Sassari.
Edificata in forme romaniche nel XII secolo per volere del giudice di Torres Costantino II, venne donata nel 1175 dall'arcivescovo di Torres Alberto all'ospedale pisano di San Leonardo. La donazione comprendeva anche alcune pertinenze («... cum terris, vineis, silvis, servi set ancili, bobus, equi set iumentis, porcis, ovibus et capris omnibusque pertinentiis suis»). Qualche tempo dopo la chiesa venne affidata ai frati francescani di San Lorenzo e continuò ad essere officiata sino alla fine del XIX secolo, quando venne abbandonata.
L'edificio è stato ampiamente ristrutturato all'inizio del millennio dopo che negli anni 30 e 70 aveva subito gravi danni rispettivamente alla copertura ed alla facciata.

## Galleria d'immagini

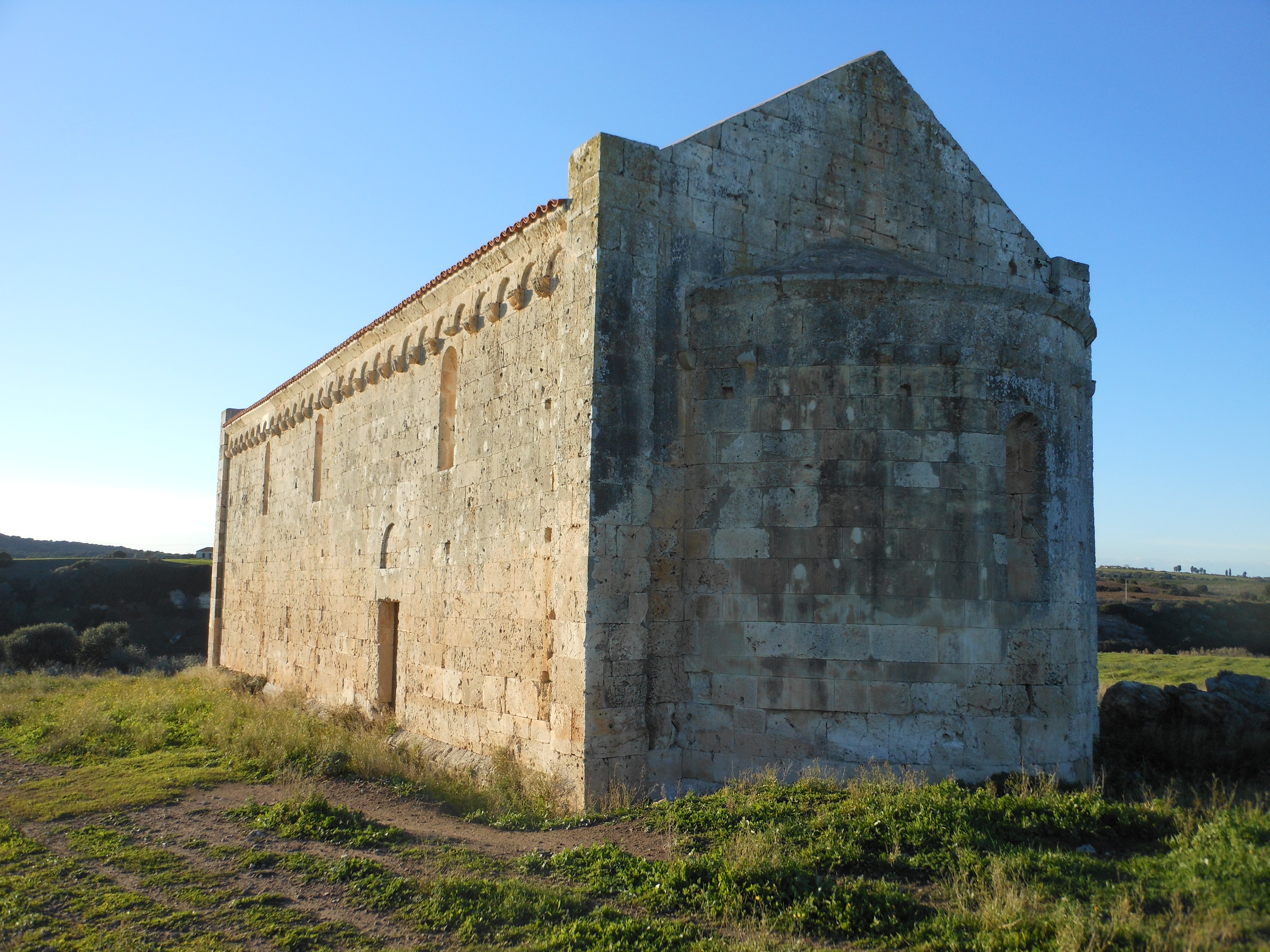
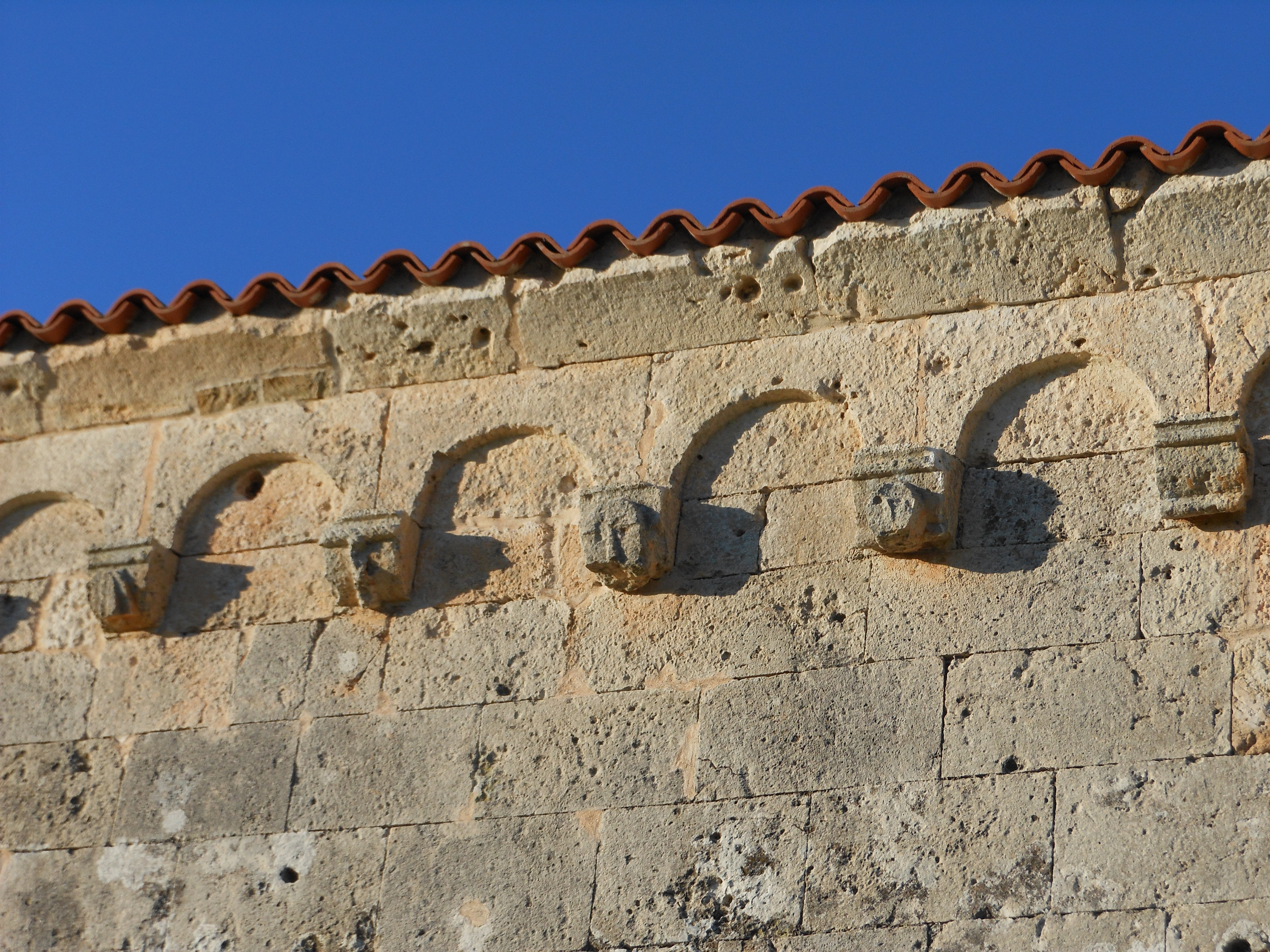
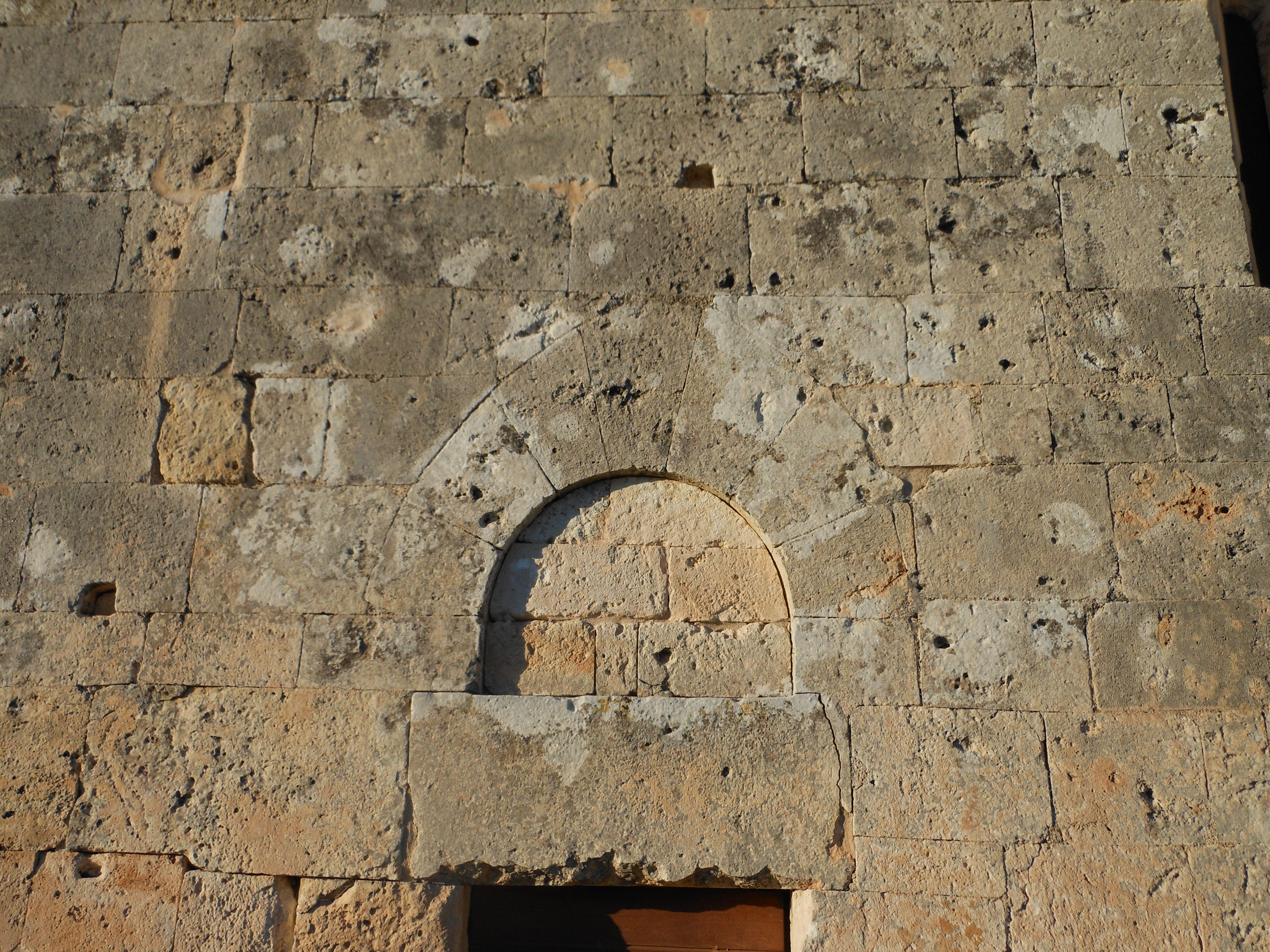